# Pseudanor
Pseudanor (Grego: Ψευδάνωρ pseudo- + anēr "falso homem", metaforicamente um "homem efeminado") foi um epíteto macedônio aplicado para Dioniso. Outras apelações macedônias para o deus eram Agrios (Ἄγριος) "selvagem" (como deus do campo) e Erikryptos (Ἐρίκρυπτος) "completamente escondido" (como o deus escondido das mulheres frenéticas vagando ao campo pelo kourótrofo Kala Thea, a Linda Deusa, e criada como uma menina: a transição para pseudanor).
Todos os nomes de Dioniso acima são atestados em quatro inscrições de Bereia c. 248–264 d.C. Entretanto, a história de Pseudanor era certamente muito mais antiga. O historiador macedônio Polieno relata um mito etiológico:
No reinado de Argeu, o iliríco taulâncio sob Galauro invadiu a Macedônia. Argeu, cuja força era muito pequena, dirigiu as virgens macedônias (parthenoi), à medida que o inimigo avançava, para se mostrarem do monte Ereboea ( Ἐρέβοια ). Eles assim o fizeram; e em um corpo numeroso eles caíram, cobertos por grinaldas, e brandindo seus tirsos em vez de lanças. Galauro, intimidado pelo número daqueles que, em vez de mulheres, ele supunha serem homens, fez sinal de retirada; após o que os Taulâncios, jogando fora suas armas e tudo o que pudesse retardar sua fuga, abandonaram-se para uma fuga precipitada. Argeu, tendo assim obtido uma vitória sem o perigo de uma batalha, erigiu um templo para Dioniso Pseudanor; e ordenou que as sacerdotisas do deus, que antes eram chamadas Klodones pelos macedônios, fossem distinguidas para sempre pelo título de Mimallones.
Os Klodones e os Mimallones também são mencionados por Plutarco em sua biografia de Alexandre, o Grande, uma de suas Vidas Paralelas. O mito etiológico em Polieno pode ter se originado ou adaptado na Aitia ("Causas") de Calímaco, mas Polieno menciona dois pontos importantes: a sexualidade ambivalente de Dioniso e as qualidades masculinas das Mênades. Este ritual travesti feminino-masculino-feminino (era natural que Dioniso o presidisse) dos Klodones-Mimallones provavelmente marcou a transição das meninas macedônias para a idade adulta.